# 해나 마크스
해나 마크스(Hannah Marks, 1993년 4월 13일 ~ )는 미국의 배우, 작가, 감독이다.

## 출연 작품
- 마크, 마리 & 썸 아더 피플 (2021)
- 다니엘 이즌 리얼 (2019)
- 바나나 스플릿 (2018)
- 애프터 에브리씽 (2018)
- Slash (2016)
- 하드 셀 (2016)
- 월터 교수의 마지막 강의 (2016)
- 유 캔트 윈 (2015)
- 사우스바운드 - 죽음의 고속도로 (2015)
- 크리스틴스 크리스마스 패스트 (2013)
- 던 (2013)
- 어메이징 스파이더맨 (2012)
- 런어웨이즈 (2010)
- 다니카 (2006)
- 억셉티드 (2006)

### 텔레비전
- 넘버스 (2005)
- 크리미널 마인드 (2006)
- 어글리 베티 (2008)
- 위즈 (2008-09)
- 플래시포워드 (2010)
- 캐슬 (2014)
- 더크 젠틀리의 성스러운 탐정 사무소 (2016-17)